# Béla Czirolnik
Béla Czirolnik nebo slovensky Vojtech Czirolník (1893 Nitra – 22. května 1937 Plešivec) byl uherský a později československý zápasník a boxer židovského původu.

## Sportovní kariéra
S boxingem začínal v Budapešti při studiích na vysoké škole v univerzitním klubu Műegyetemi AFC, ještě před první světovou válkou. Během války se dostal do ruského zajateckého tábora. Z tábora utekl a přes Skandinávii se vrátil domů. První světová válka měla na jeho psychice zanechat těžké rány. Po zániku Rakousko-Uherska v roce 1918 měl obdržet československý pas, byť se usadil ve Vídni. Od roku 1919 vystupoval jako profesionál ve vídeňském hudebním divadle Apollo.
V roce 1920 vyzval k boxerskému zápasu Franka Rose, který krátce předtím přišel o republikový mistrovský pás v těžké váze. Zápas se uskutečnil 14. listopadu 1920 v Praze a vešel do dějin československého boxingu. Rozhodčí George Payne v 5. kole opustil po insultaci ring a zápas byl automaticky prohlášen za nerozhodný – zápas byl pomyslnou jiskrou ke vzniku první boxerské organizace UBP v Československu v roce 1921. Odvetný zápas s Frankem Rosem doma ve Vídni v březnu 1921 prohrál a přišel tím prozatím o možnost ucházet se mistrovský titul.
Od porážky s Rosem v březnu 1921 pomalu získával nálepku otloukánka profesionálního ringu. V dubnu 1922 prohrál s Němcem Otto Flintem K.O. v 6. kole. V červenci porážka K.O. od dalšího Němce Michaela Steina a do třetice porážka v únoru 1923 od Němce Ernsta Rösemanna K.O. ve druhém kole. Jednalo se o přední německé boxery, kteří ho využili v přípravě na svůj vrcholný zápas sezóny. Po listopadové porážce od Američana Jimmyho Lyggetta v pražské Lucerně se z profesionálního ringu na čas ztratil.
Hnacím motorem v jeho sportovní kariéře byl především jeho obchodně nadaný mladší bratr Heřman Czirolnik, který se po roce 1918 usadil v Praze. Existuje hypotéza, že za něho bez jeho vědomí domlouval zápasy, které vlastně on boxovat nechtěl. Je to známo z výpovědí držitele mistrovské pásu Franka Rose, kterého Béla Czirolnik v průběhu let přes český tisk neustále vyzýval k zápasu. Rose s výzvou pokaždé souhlasil, ale k dojednání smlouvy k zápasu nedocházelo.
V roce 1926 vyšla v tisku zpráva, že plánuje odjet do Spojených států, potom co podepsal smlouvu s americkým manažerem Benny Leonardem. V únoru 1927 se ucházel o uvolněný titul mistra republiky v lehké těžké váze. Respektive ho přihlásil jeho mladší bratr Heřman. Od Heřmana Czirolnika začala jedna z jeho dalších zákulisních her o vyjednávání smlouvy. Podařilo se mu natahováním docílit času pro svého bratra, který se o titul utkal až víc než měsíc od plánovaného termínu. Termín zápasu s Járou Svobodou o titul republikového mistra v lehké těžké váze byl stanoven na 4. dubna na galavečeru v Lucerně. Československá unie boxerů profesionálů (ČsUBC) se z chyb poučila a po sjednání smlouvy si dala do podmínek, že pokud Béla Czirolnik odmítne za smluvené prize money 4 500 Kč nastoupit, tak ho diskvalifikuje. Béla Czirolnik se tak po tři a půl letech objevil v profesionálním ringu. Zápas měl velmi dobrou úroveň. Ve druhém kole zasáhl svého soupeře přímo do nosu a způsobil mu krvavé zranění. Svoboda se však ze zranění dokázal v dalších kolech otřepat a v 5. kole zahájil protiofenzivu. Tu přestával zvládat a svoji tradiční taktikou klekáním u provazů na koleno si začal ulevovat – dosáhl tím toho, že nebyl počítán, ale zároveň toho, že na něho soupeř nemohl dle pravidel útočit. Svobodovi se však povedlo ho vyčerpat natolik, že v 9. kole spadl celou vahou na zem a byl odpočítán.
Svůj poslední souboj mezi profesionály odboxoval v dubnu 1928 proti amatérskému mistru Evropy Heinu Müllerovi. Nováček v profesionálním ringu mu nedal šanci. Hned v úvodním kole od něho schytal sérii tvrdých ran, po kterých ležel několikrát na zemi a jen díky své houževnatosti dokázal první kolo přečkat. Ve druhém kole se situace opakovala, a byl by se snad nechal zabít, kdyby jeho bratr nevhodil ručník do ringu.
Do Spojených států odplul v říjnu 1929 z Brém lodí George Washington. Jak se mu za mořem dařilo však média nezmiňovala. Měl se údajně připravovat v tréninkovém centru Jacka Dempseye, což byl ve dvacátých letech dvacátého století v Československu boxerský idol mladých lidí. Později se do Evropy vrátil. Ke sklonku svého života upadl do depresí (trudnomyslnosti), ze kterých se léčil v psychiatrické léčebně v Plešivci na Slovensku. Zemřel v roce 1937 ve 44 letech.

### Výsledky zápasů
| Profesionální zápasy v boxingu | Profesionální zápasy v boxingu | Profesionální zápasy v boxingu | Profesionální zápasy v boxingu | Profesionální zápasy v boxingu | Profesionální zápasy v boxingu                | Profesionální zápasy v boxingu |
| Výsledek                       | Bilance                        | Soupeř                         | Výsledek                       | Datum                          | Promoce                                       | Místo                          |
| ------------------------------ | ------------------------------ | ------------------------------ | ------------------------------ | ------------------------------ | --------------------------------------------- | ------------------------------ |
| prohra                         |                                | Hein Müller (GER)              | K.O. (2. kolo)                 | 4. dubna 1928                  | Galavečer v Lucerně                           | Palác Lucerna, Praha           |
| vítězství                      |                                | Béla Baróthy (HUN)             | K.O. (6. kolo)                 | 3. ledna 1928                  | Galavečer v Lucerně                           | Palác Lucerna, Praha           |
| prohra                         |                                | Jára Svoboda (TCH)             | K.O. (9. kolo)                 | 4. dubna 1927                  | U.B.P. o titul rep. mistra v lehké těžké váze | Palác Lucerna, Praha           |
| prohra                         |                                | Jimmy Lyggett (USA)            |                                | 23. listopadu 1923             |                                               | Palác Lucerna, Praha           |
| remíza                         |                                | Hugo Podzuhn (GER)             |                                | 11. března 1923                |                                               | Palác Lucerna, Praha           |
| prohra                         |                                | Ernst Rösemann (GER)           |                                | 26. února 1923                 |                                               | Sofiiny sály, Vídeň            |
| vítězství                      |                                | Heinz Ulrich (AUT)             |                                | 14. prosince 1922              |                                               | Sofiiny sály, Vídeň            |
| prohra                         |                                | Michael Stein (GER)            |                                | 26. července 1922              |                                               | Bockbrauerei, Berlín           |
| prohra                         |                                | Otto Flint (GER)               |                                | 12. dubna 1922                 |                                               | Palác Lucerna, Praha           |
| prohra                         |                                | Stefan Glanz (AUT)             |                                | 5. dubna 1922                  |                                               | Sofiiny sály, Vídeň            |
| prohra                         |                                | Willi Spörl (AUT)              |                                | 31. července 1921              |                                               | Sportplatz, Vídeň              |
| prohra                         |                                | Frank Rose (TCH)               | RSC (8. kolo)                  | 22. března 1921                |                                               | Riesenhalle der Rotunde, Vídeň |
| vítězství                      |                                | Eduard Kovarovic (AUT)         |                                | 9. února 1921                  |                                               | Sofiiny sály, Vídeň            |
| remíza                         |                                | Frank Rose (TCH)               | (5. kolo)                      | 14. listopadu 1920             |                                               | Průmyslový palác, Praha        |
| vítězství                      |                                | Ady West (GER)                 |                                | 20. června 1920                |                                               | Kritzendorf                    |
| prohra                         |                                | Frank Rose (TCH)               | DQ                             | 30. listopadu 1919             | Boxerské zápasy na Cejlu                      | Tělocvična na Cejlu, Brno      |
| remíza                         |                                | Frank Rose (TCH)               | 10. kol                        | 28. listopadu 1919             | Boxerské zápasy na Cejlu                      | Tělocvična na Cejlu, Brno      |
| vítězství                      |                                | August Kudernatsch (AUT)       |                                | 30. září 1919                  |                                               | Apollo-Theater, Vídeň          |
| vítězství                      |                                | Ady West (GER)                 |                                | 30. září 1919                  |                                               | Apollo-Theater, Vídeň          |
| prohra                         |                                | August Kudernatsch (AUT)       |                                | 27. září 1919                  |                                               | Apollo-Theater, Vídeň          |
| vítězství                      |                                | Henry Vahlendiek (AUT)         |                                | 26. září 1919                  |                                               | Apollo-Theater, Vídeň          |
| vítězství                      |                                | Franz Kött (AUT)               |                                | 25. září 1919                  |                                               | Apollo-Theater, Vídeň          |
| prohra                         |                                | August Kudernatsch (AUT)       |                                | 21. září 1919                  |                                               | Apollo-Theater, Vídeň          |
| vítězství                      |                                | Stefan Glanz (AUT)             |                                | 18. září 1919                  |                                               | Apollo-Theater, Vídeň          |
| vítězství                      |                                | Bruno Hörügel (AUT)            |                                | 16. září 1919                  |                                               | Apollo-Theater, Vídeň          |
| vítězství                      |                                | Künstler (AUT)                 |                                | 15. září 1919                  |                                               | Apollo-Theater, Vídeň          |
| prohra                         |                                | Bruno Hörügel (AUT)            |                                | 12. září 1919                  |                                               | Apollo-Theater, Vídeň          |